# Флур Жовем
Клубе Дешпортіву Флур Жовем да Кальєта або просто Флур Жовем (порт. Clube Desportivo Flor Jovem da Calheta) — професіональний кабо-вердський футбольний клуб з міста Кальєта ді Сан-Мігел, на острові Сантьягу.

## Історія
Клуб базується в місті Кальєта ді Сан-Мігел в східній частині острова Сантьягу. Флур Жовем здобув своє перше та останнє на сьогодні чемпіонство в 2004 році.

## Досягнення
- Чемпіонат острова Сантьягу (Північ): 1 перемога

2004/05

## Національний чемпіонат
| Сезон   | Див.    | Міс.    | Іг. | В | Н | П | ЗМ | ПМ | РМ | О | Кубок | Примітки     | Плей-оф         |
| ------- | ------- | ------- | --- | - | - | - | -- | -- | -- | - | ----- | ------------ | --------------- |
| 2005    | 1A      | 6       | 4   | 0 | 1 | 3 | 4  | 12 | -8 | 1 |       | Не пробилися | Не брали участі |
| Всього: | Всього: | Всього: | 4   | 0 | 1 | 3 | 4  | 12 | -8 | 1 |       |              |                 |

### Острівний чемпіонат
| Сезон   | Див. | Міс. | Іг. | В  | Н | П | ЗМ | ПМ | РМ  | О  | Кубок      | Суперкубок | Примітки                                    |
| ------- | ---- | ---- | --- | -- | - | - | -- | -- | --- | -- | ---------- | ---------- | ------------------------------------------- |
| 2004-05 | 2    | 1    | -   | -  | - | - | -  | -  | -   | -  |            |            | Вихід до національного Чемпіонату           |
| 2014-15 | 2    | 1    | 12  | 10 | 1 | 1 | 14 | 3  | +11 | 31 |            |            | Також вихід до фінальної частини чемпіонату |
| 2014-15 | 2    | 3    | 6   | 2  | 1 | 3 | 4  | 7  | -3  | 7  | 3-тє місце |            |                                             |

## Деякі статистичні дані
- Найкращий рейтинг: 6 (національний чемпіонат)
- Загальна кількість забитих м'ячів: 4 (національний чемпіонат)
- Загальна кількість набраних очок: 1 (національний чемпіонат)